# Jurij Nikiforov
Jurij Nikiforov (* 16. září 1970) je bývalý ruský fotbalista.

## Reprezentace
Jurij Nikiforov odehrál 62 reprezentačních utkání. S ruskou reprezentací se zúčastnil Mistrovství světa 1994, 2002.

## Statistiky
| Sovětský svaz | Sovětský svaz | Sovětský svaz |
| Roky          | Záp.          | Góly          |
| ------------- | ------------- | ------------- |
| 1992          | 4             | 0             |
| Ukrajina      |               |               |
| 1992          | 3             | 0             |
| Rusko         |               |               |
| 1993          | 2             | 0             |
| 1994          | 9             | 2             |
| 1995          | 8             | 1             |
| 1996          | 13            | 3             |
| 1997          | 4             | 0             |
| 1998          | 4             | 0             |
| 1999          | 0             | 0             |
| 2000          | 0             | 0             |
| 2001          | 7             | 0             |
| 2002          | 8             | 0             |
| Celkem        | 62            | 6             |